# Resolutie 1001 Veiligheidsraad Verenigde Naties
Resolutie 1001 van de Veiligheidsraad van de Verenigde Naties werd unaniem aangenomen op 30 juni 1995, en verlengde de VN-vredesmacht in Liberia met tweeënhalve maand.

## Achtergrond
Na de hoogdagen onder het decennialange bestuur van William Tubman, die in 1971 overleed, greep Samuel Doe de macht. Zijn dictatoriale regime ontwrichtte de economie en er ontstonden rebellengroepen tegen zijn bewind, waaronder die van de latere president Charles Taylor. In 1989 leidde de situatie tot een burgeroorlog waarin de president vermoord werd. De oorlog bleef nog doorgaan tot 1996.

## Inhoud
Er werd nog steeds had gewerkt, vooral door de ECOWAS, om de vrede in Liberia te doen terugkeren. Desondanks was daar nog steeds geen Staatsraad geïnstalleerd of een staakt-het-vuren van kracht geworden. Ook werd op bepaalde plaatsen nog steeds gevochten, waardoor de situatie voor de bevolking penibeler werd. De vechtende partijen werden opgeroepen de mensenrechten te respecteren. Er was bezorgdheid over de wapens die Liberia bleven binnenstromen, ondanks het VN-embargo erop.
De Veiligheidsraad benadrukte dat verdere steun van de internationale gemeenschap aan het vredesproces zou afhangen van onmiddellijke acties van de partijen om het conflict vreedzaam op te lossen. Het mandaat van de UNOMIL-waarnemingsmacht in Liberia werd verlengd tot 15 september. In die tijd moest substantiële vooruitgang worden geboekt in de uitvoering van de vredesakkoorden, en specifiek:
a. Een staatsraad worden geïnstalleerd,
b. Het staakt-het-vuren in ere worden hersteld,
c. Alle troepen worden ontbonden,
d. Een tijdsschema worden opgesteld voor de uitvoering van het overige, en vooral de ontwapening.
Als deze stappen niet waren gezet tegen 15 september zou het mandaat van UNOMIL dan niet worden verlengd. In het andere geval zou de missie juist worden versterkt. Alle fracties in Liberia moesten de status van het personeel van ECOMOG (de ECOWAS-vredesmacht) en UNOMIL respecteren en de levering van hulpgoederen voor de bevolking toestaan. Ten slotte werd secretaris-generaal Boutros Boutros-Ghali gevraagd tegen 15 september te rapporteren over de situatie.
Lijst ·  970 ·  971 ·  972 ·  973 ·  974 ·  975 ·  976 ·  977 ·  978 ·  979 ·  980 ·  981 ·  982 ·  983 ·  984 ·  985 ·  986 ·  987 ·  988 ·  989 ·  990 ·  991 ·  992 ·  993 ·  994 ·  995 ·  996 ·  997 ·  998 ·  999 ·  1000 ·  1001 ·  1002 ·  1003 ·  1004 ·  1005 ·  1006 ·  1007 ·  1008 ·  1009 ·  1010 ·  1011 ·  1012 ·  1013 ·  1014 ·  1015 ·  1016 ·  1017 ·  1018 ·  1019 ·  1020 ·  1021 ·  1022 ·  1023 ·  1024 ·  1025 ·  1026 ·  1027 ·  1028 ·  1029 ·  1030 ·  1031 ·  1032 ·  1033 ·  1034 ·  1035